# Danger Quintana
Danger Jorber Quintana Guerra (ur. 19 maja 1994) – kubański siatkarz, grający na pozycji środkowego, były reprezentant Kuby. Od sezonu 2017/2018 występuje w brazylijskiej drużynie Minas Tênis Clube.

## Sukcesy reprezentacyjne
Liga Światowa:
- 2012

Mistrzostwa Ameryki Północnej, Środkowej i Karaibów:
- 2013

## Nagrody indywidualne
- 2012 - Najlepszy blokujący Światowego Turnieju Kwalifikacyjnego Igrzysk Olimpijskich w Londynie